# Mély ujjakat hajlító izom

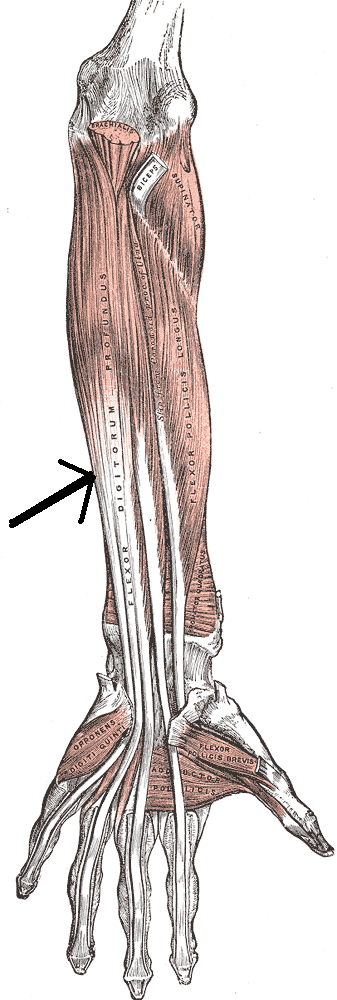
Az alkar izmai (a nyíl mutatja az mély ujjakat hajlító izmot)

A mély, ujjakat hajlító izom (latinul musculus flexor digitorum profundus) egy izom az ember alkarján.

## Eredés, tapadás, elhelyezkedés
A singcsont (ulna) 3/4 részének a belső és elülső részéről és a csontok közti összekötő lemezről (mebrana interosseus) ered. A felületes ujjhajlító izommal (musculus flexor digitorum superficialis) együtt hosszú inakkal rendelkeznek, melyek végigfutva az alkaron a kéztőcsatornán (canalis carpi) keresztül érnek a tenyérhez ahol az alsó ujjperccsontokon (phalanx distalis) 2-5-ig tapadnak.

## Funkció
Hajlítja a csuklót, a kéz ujjait (2-5-ig) és fontos, hogy a distalis interphalangealis ízületek kizárólagos hajlítója.

## Beidegzés, vérellátás
Az izom belső részét a nervus ulnaris (C8, T1), az izom külső részét a nervus medianus nervus interosseus antebrachii anterior része idegzi be. Az arteria ulnaris és az arteria interossea volaris látja el vérrel.